# 벽제관지
고양 벽제관지(高陽 碧蹄館址)는 대한민국 경기도 고양시 덕양구에 있는 조선시대의 건물지이다. 1965년 2월 2일 대한민국의 사적 제144호로 지정되었다.
본래 고양시의 고읍치(古邑治)는 벽제관에서 서북방으로 5리 정도에 자리하고 있었는데 지금의 위치로 읍치를 옮긴 인조 3년(1625)에 이곳에 새로 세운 객관이 지금의 벽제관이다. 당시 규모는 면적 1,265평, 건물은 601평에 달하였다. 그러나 그 후에 언제 다시 건물을 세웠는지는 확실히 알 수 없으며 일제 때 일부가 헐렸고 6·25 때 완전히 불타 버렸다. 그러나 1960년경까지도 객관문(客館門)은 남아 있었으나 퇴락(頹落)해 무너져버려 현재에는 객사의 윤곽과 터, 그리고 7척(尺) 간격으로 원좌주초석의 장대석(長臺石)이 남아 있을 뿐이다.

## 개요
조선 성종 7년(1476) 11월에 세운 벽제관은 우리나라에 오는 중국 사신의 공용숙박시설이 있었던 곳이다.
중국 사신들은 여기서 하룻밤을 자고 다음날 예를 갖추어 서울에 들어가는 것이 관례로 되어 있었다. 또한 이곳이 중국으로 통하는 중요한 위치에 있었기 때문에 중국으로 가는 우리나라 사신들도 여기서 머물며 휴식을 취하곤 했다. 특히 임진왜란 때 명나라 이여송 장군이 이끄는 군대와 왜군과의 벽제관 싸움이 있던 자리이기도 하다. 지금의 자리는 인조 3년(1625)에 고양군을 옮길 때 세운 객관으로, 그 후의 보수흔적은 확실하지 않다. 한국전쟁으로 불타고 현재는 그 터만 남아 있다.
벽제관은 관서지방으로 가는 큰 길에 설치된 첫 역관이었으며, 또한 국왕이 중국 사신을 친히 배웅하고 맞이하던 모화관에 버금가는 곳이다.

## 참고 자료
- 벽제관지 - 국가유산청 국가유산포털